# Boulevard
"Boulevard" (nghĩa tiếng Việt: Đại lộ) là ca khúc do ca sĩ kiêm nhạc sĩ người Mỹ Jackson Browne viết và thể hiện qua album Hold Out năm 1980. Khi được phát hành dưới dạng đĩa đơn, ca khúc đã lọt vào bảng xếp hạng Billboard Hot 100 ở vị trí thứ 72 vào ngày 5 tháng 7 năm 1980 - sau đó leo lên đến vị trí thứ 19 và ở trên bảng xếp hạng suốt 16 tuần; điều này biến nó thành bản hit thành công thứ năm trong Top 40 suốt sự nghiệp của Browne. Ngoài phạm vi Hoa Kỳ, ca khúc còn được phát hành dưới dạng đĩa đơn ở Tây Ban Nha, Nhật Bản, Anh, Ý và Đức.  Tại Canada, "Boulevard" đạt vị trí thứ 4 trên bảng xếp hạng.